# Annonine
Une annonine est un composé chimique de la famille des acétogénines présent dans les extraits de graines d'annone. Certaines annonines sont utilisées pour produire des insecticides contre Helicoverpa et d'autres chenilles nuisibles.

Structure de l'annonine.